# Делагарди, Магнус Габриэль
Магнус Габриэль Делагарди (швед. Magnus Gabriel De la Gardie; 15 октября 1622, Ревель — 26 апреля 1686, замок Веннгарн) — шведский государственный деятель, возглавлявший правительство Карла XI в 1660—1680 годах. Старший сын крупного шведского полководца Якоба Делагарди и Эббы Браге. Фаворит королевы Кристины. Первый владелец поместья Мариедаль.

## Биография

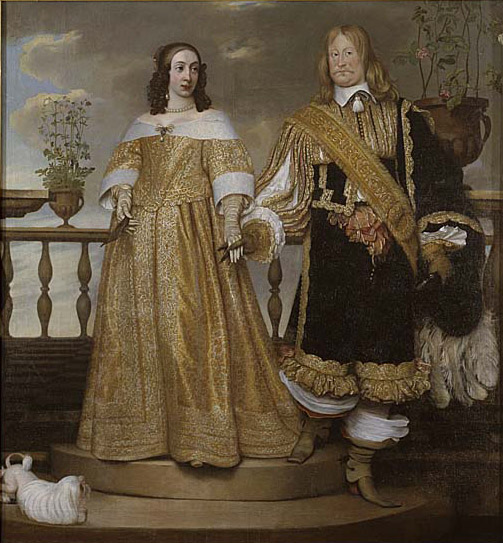
Граф Магнус Делагарди и его жена Мария Ефросинья

Делагарди был одним из богатейших людей Шведской державы. Он носил титулы графа Лескё и риксмаршала. С 1647 года входил в риксрод (государственный совет), генерал-губернатор Лифляндии, в 1660—1680 годах риксканцлер. Его женой была Мария Ефросинья Пфальц-Цвейбрюкен-Клеебургская, сестра короля Карла X.
Во внешней политике он был сторонником союза с Людовиком XIV и вовлек Швецию в войны со всеми соседями — Польшей, Россией, Бранденбургом, Данией и Бременом. Война с датчанами складывалась особенно неудачно, расстройство военных дел заставляло подозревать финансовые злоупотребления.
В 1680 году король Карл XI отправил своего дядю Делагарди в отставку и поручил провести проверку его государственных мероприятий. Чтобы побороть финансовый кризис, новый советник короля Юхан Юлленшерна инициировал редукцию (изъятие дворянских латифундий), от которой больше всего пострадало семейство Делагарди.
Делагарди славился своей учёностью и состоял в переписке со многими европейскими знаменитостями. Благодаря его инициативе и содействию возникла коллегия древностей. В 1669 году Делагарди передал в дар Уппсальскому университету свою коллекцию рукописей, включающую Младшую Эдду и Серебряный кодекс — перевод Евангелия на готский язык епископа Вульфилы.

## Семья и дети
7 марта 1647 года Магнус Делагарди женился на принцессе Марии Ефросинье Пфальц-Цвейбрюкен-Клеебургской (14 февраля 1625 — 24 октября 1687), второй дочери Иоганна Казимира Пфальц-Клебургского (1589—1652) и Катарины Шведской (1584—1638), сестре будущего шведского короля Карла X Густава. Супруги имели одиннадцать детей, из которых выжили только трое:
- Густав Адольф Делагарди (1647—1695), президент Апелляционного суда Свеаланда (1682—1695). Женат с 1673 года на графине Элизабет Оксеншерне (1655—1721)
- Кристина Катарина (1648—1648)
- Якоб Август (1650—1651)
- Иоганн Казимир (1651—1651)
- Карл Магнус (1652—1653)
- Магнус Габриэль (1654—1667)
- Катарина Шарлотта Делагарди (1655—1697), с 1682 года жена шведского фельдмаршала и генерал-губернатора Померании, графа Отто Вильгельма фон Кёнигсмарка (1639—1688)
- Хедвига Эбба Делагарди (1657—1700), жена с 1684 года графа Карла Густава Оксеншерны (1655—1686), сына риксканцлера Швеции, графа Эрика Оксеншерны.
- Иоганн Карл (1661—1662)
- Мария София (1663—1667)
- Людвиг Понтус (1665—1672)

## Образ в литературе
Магнус Делагарди — один из главных героев исторического романа Виктора Кокосова «Струги на Неве», посвящённого русско-шведской войне 1656—1658 годов.